# Oscher Akademisches Theater

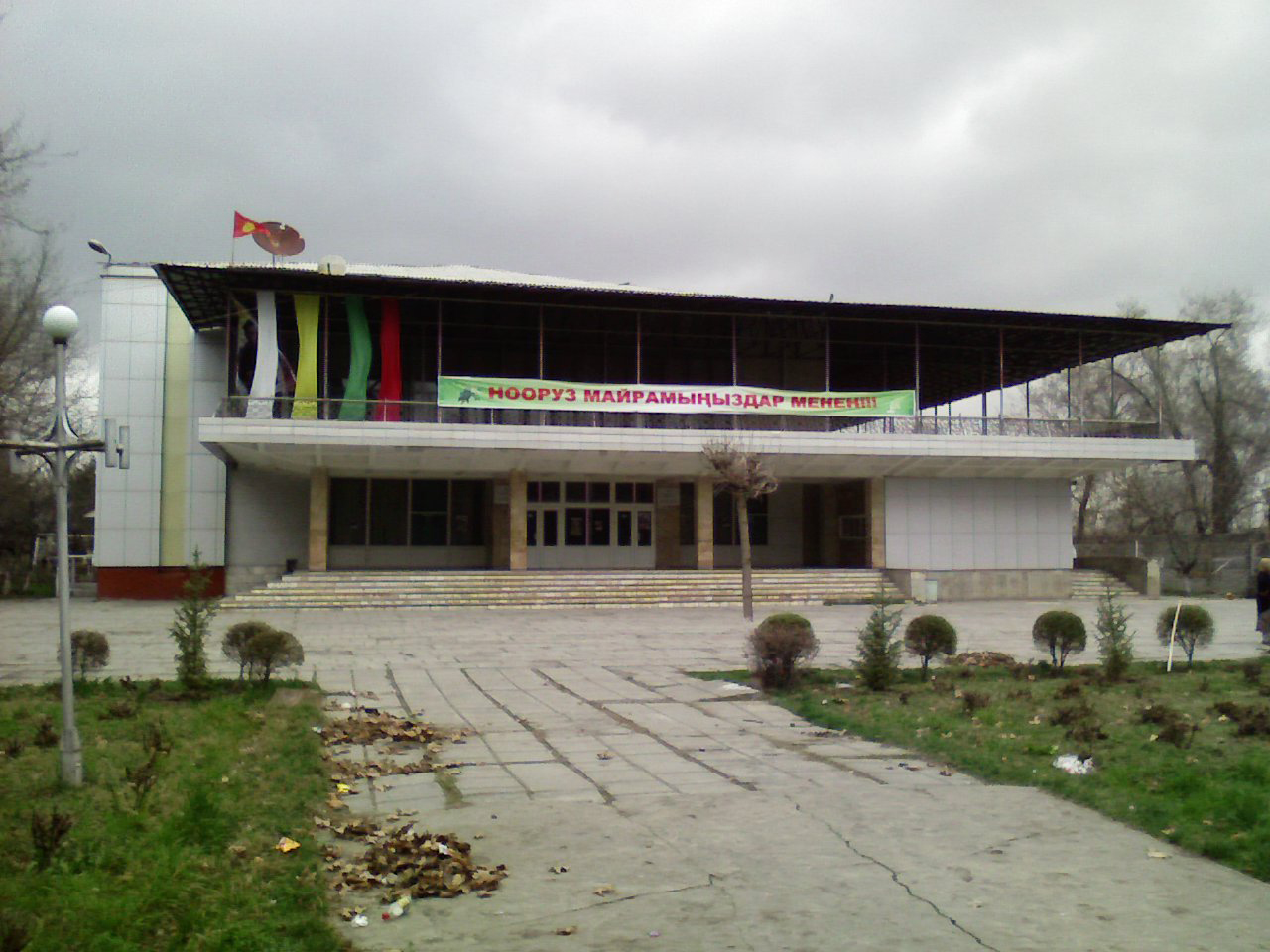
Das Gebäude des Osch-Theaters

Das Oscher Staatliche Akademische Usbekische Musikalisch-Dramatische Theater Babur (usbekisch Бобур номидаги Ўш давлат академик ўзбек мусиқали драма театри, russisch Ошский музыкально-драматический театр имени Бабура) ist das älteste professionelle Theater in Kirgisistan und das zweitälteste Theater in Zentralasien. Es beschäftigt etwa 160 Schauspieler.

## Geschichte
Unter der Leitung von Rahmonberdi Madazimov gründete Baltychodzhoy Sultanov zusammen mit Lehrern der russisch-einheimischen Schule von Osch im Jahr 1914 eine Theatergruppe. 1918 wurde unter der Leitung von Rahmonberdi Madazimova und mit anderen Lehrern des Bezirks Osch (Ibrohim Musaboevym, Beknazar Nazarov, Zhurahonom Zaynobiddinovym, Nazirhonom Kamolova, Abdurashidov Eshonhonovym und A.Saidovym) das erste Mal in Kirgisistan eine Amateurtheatergruppe vom Revolutionären Kriegsrat an der Konzert Brigade Turkestan mit lokalen muslimischen Schauspielern gegründet. Der erste künstlerische Leiter der Theatergruppe war Madazimov Rahmonberdi, Gründer und Organisator der Theaterbewegung in Kirgisistan.
1919 wurde der Kreis zu einer dramatischen Truppe erweitert. Später schlossen sich die Künstler Abdukodir Iskhokov, Isroilshon Ismoilov und Zhalil Sobitov an. Diese Truppe diente nicht nur der Entwicklung der Theaterkunst, sondern auch der Entwicklung der professionellen Musik im Süden von Kirgisistan. Im Repertoire der Truppe gab es neben Theaterproduktionen zahlreiche Konzertprogramme; auch Volkslieder wurden zur musikalischen Begleitung der Aufführungen verarbeitet, was zur Ausbildung professioneller Musiker beitrug. Später wurde diese Truppe die Grundlage für die Gründung des Oscher Akademischen Dramatheaters. Das Theater ist somit das älteste Theater in Zentralasien; es wurde ähnlich des Usbekischen Nationalen Akademischen Dramatheater Hamza in Taschkent (gegründet 1913 – 27. Februar 1914) benannt.
Am 24. April 2023 wurde das Theater nach einer Renovierung im Beisein des Bürgermeisters, des usbekischen Kulturministers und anderer Persönlichkeiten wiedereröffnet. Die Renovierung in Höhe von 7 Millionen US-Dollar wurde von Usbekistan finanziert. Auf Bildern ist ein komplett neues Gebäude zu erkennen.

## Die Gründer des Theaters
- Rakhmonberdi Madazimov (seit 1914)
- Baltykhoda Sultanow
- Beknazar Nazarov
- Ibrohim Musaboev (in einigen Quellen Ibrohim Madazimov)
- Jurakhon Zainobiddinov
- Nazirkhon Kamolov
- Abdurashid Eshonhonov
- A. Saidow
- Urinboy Rachmonow (seit 1927)
- Zhurakhon Rachmonow

## Bekannte Schauspieler

### Volkskünstler Kirgisistans
1. Abdullah Tarok Fayzullaev (1940)
2. Rosiyahon Muminova (1940)
3. Togschon Hasanowa (1940)
4. Lailichon Moydova (1953)
5. Tursunkhon Solieva (1974)
6. Nematjon Nematow (1979)
7. Tolibjon Badinov (1988)
8. Oitogihon Shobdonov (1988)
9. Shavkat Dadazhonov (1999)
10. Abdurasuljon (Rasul) Uraimzhonov (31. Oktober 2011)

### Volkskünstler von Usbekistan
1. Abdullah Tarok Fayzullaev (1943)
2. Yorkinoy Hotamova

### Verdiente Künstler von Usbekistan
1. Rachmonow, Zhurakhon Rahmonberdievich (5. Juli 1974)
2. Shavkat Dadazhonov (5. Juli 1974)

### Verdiente Künstler Kirgisistans
1. Sarimskok Karimow
2. Tupahon Nurbojewa
3. Sharobiddin Tukhtasinov
4. Khoshimjon Hasanow
5. Kodirjon Hamidow
6. Ganizhon Butaev
7. Bozorboy Juldaschew
8. Mavlongjon Kurbonow
9. Yorkinoy Khotamowa (1967)
10. Minura Rasulzhonova
11. Masturakhon Usmonowa
12. Risolatkhon Urunova
13. Zhamilya Butaboeva (1988)
14. Nigora Rasuljonova (1990)
15. Umarjon Mamirow (1990)
16. Rezhabboy Tozhiboev (1990)
17. Mahmudjon Rachmatow (1990)
18. Matlyuba Mavlonova (1995)
19. Bahrom Tukhtamatov (1998)
20. Ziyoydin Zhalolov (1999)
21. Mavlyuda Abdujabborova (2001)
22. Hamidullo Matholikov (2003)
23. Dilorom Soipova (2004)
24. Alla Askarowa
25. Samida Kholmatova (2008)

### Verdiente Kulturarbeiter Kirgisistans
1. Tavris Mutikovich Safarov
2. Faina Georgievna Litvinskaya
3. Abdugani Abdugafurow (1980)
4. Salohiddin Umarow (1990)
5. Zokirjon Schokirow (1990)
6. Ganizhon Holmatov
7. Nabijon Mamajonow (5. Juni 2017)

## Künstlerische Leiter
1. Rakhmonberdi Madazimov (1914–1932)
2. Bolta Mahmudov
3. Urinboy Rachmonow (1941–1949)
4. Ziyojdin Kamolow (2016–2018)

## Bekannte Aufführungen
Seit seiner Gründung wurden mehr als 600 verschiedene Stücke aufgeführt.
- 1919 – M.Behbudiy „Padarkush“ (Patricide) Mannon Uygur „Doctor of Turkestan“
- 1920 – Hamza „Vergiftetes Leben“
- 1921 – Gʻulom Zafariy „Orphan“.
- 1922 – Hamza „Die Strafe von Verleumdern.“
- 1923 – Komil Yashin „Lolahon“.
- 1924 – Mahmoud Rahmon „Der Bericht aus dem Süden“
- 1925 – K.Yashin und M.Muzaffarov „Gulsara“.
- 1926 – K.Yashin „Two Kommunist“.
- 1927 – K.Yashin „Freunde“.
- 1928 – K.Yashin „Inside“.
- 1929 – Gʻulom Zafariy „Halima“ K.Yashin „Aji-Aji“.
- 1930 – Umarjon Ismoilov „Geschichten in Baumwollfeld.“
- 1931 – Nikolai Gogol „Zu heiraten“.
- 1932 – Mannon Uygur „Übersetzer“.
- 1933 – Hacıbəyov „Arshin mal alan“.
- 1934 – Nikolai Gogol „Der Revisor“.
- 1935 – Nazir Safarov, Ziyo Said „Geschichte sprach“ K.Yashin „Brennt“.